# Plagiobryum orthothecium
Plagiobryum orthothecium là một loài rêu trong họ Bryaceae. Loài này được Cardot & Broth. N. Pedersen mô tả khoa học đầu tiên năm 2005.